# Fanotkogel
Fanotkogel är en bergstopp i Österrike.   Den ligger i distriktet Lienz och förbundslandet Tyrolen, i den centrala delen av landet, 300 km väster om huvudstaden Wien. Toppen på Fanotkogel är 2 726 meter över havet.
Terrängen runt Fanotkogel är bergig. Runt Fanotkogel är det ganska glesbefolkat, med 27 invånare per kvadratkilometer.. Närmaste större samhälle är Matrei in Osttirol, 12,6 km väster om Fanotkogel. 
Trakten runt Fanotkogel består i huvudsak av gräsmarker.